# Elecciones generales de Honduras de 1891
Las elecciones generales de Honduras de 1891, se realizaron el 6  de noviembre de 1891 en forma emergente, para el cambio de autoridades gubernamentales como ser:
- Presidente de Honduras: Jefe de Estado de Honduras que ejercerá las funciones de dirección del Poder Ejecutivo de Honduras por mandato del pueblo. Las elecciones se realizaban en una Asamblea Nacional, seguidamente se seleccionaban los candidatos a diputados del Congreso.

El presidente electo general Ponciano Leiva de ideología conservador se hace con las elecciones y toma posesión de la presidencia el 30 de noviembre del mismo año.
Policarpo Bonilla emerge como emblema viviente del "liberalismo hondureño" a la muerte de Céleo Arias en 1890; Bonilla esta vez va como candidato del Partido Liberal, en unas elecciones que se notaron tranquilas, al final Bonilla aceptó la derrota en su posición garante de derechos constitucionales en los presentes comicios, ya que votaron por primera vez campesinos, ganaderos, carpinteros, etc. ahora Policarpo Bonilla se colocaba en el lado de la oposición siempre con la ayuda del gobierno nicaragüense del presidente José Santos Zelaya.